# دروازه ایروان
دروازه ایروان (ترکی آذربایجانی: İrəvan qapısı) یا دروازه خلفلی یکی از سه دروازه اصلی قلعه شوشی است و در ضلع غربی قلعه قرار دارد. دو دروازه دیگر قلعه، دروازه گنجه و دروازه آغ‌اوغلان است.

## تاریخ
قلعه شوشی دارای سه دروازه اصلی گنجه، ایروان و آغ‌اوغلان بود. نام هر سه دروازه مکرراً در منابع تاریخی ذکر شدهاست و همچنین در تمام نقشه‌های قرن نوزدهم شوشی از آنها نام برده شده است.مثلاً در شماره ۲۵ روزنامه قفقاز چاپ ۱۸۷۱ چنین آمده است:
«طبق اندازه‌گیری‌های فشارسنجی آبیخ، قسمت شمال شرقی شهر که دروازه‌های آغ‌اوغلان و الیزاوتپول در آن قرار دارد، ۳۸۸۶ فوت ارتفاع دارد و قسمت جنوب غربی که «صخره شوشی» نام دارد و دروازه ایروان در آن قرار دارد، ۴۷۰۵ فوت ارتفاع دارد.»حتی در دهه ۶۰ قرن ۱۹ نیز این دروازه‌ها نقش مهمی در زندگی اجتماعی شهر شوشی داشتند که در مقاله چاپ شده درروزنامه "Иллюстрация" گواه آن است. بنابر اطلاعات مندرج در آن مقاله، دروازه آغ‌اوغلان و ایروان برای عبور بار و رجال و دروازه گنجه برای عبور گاری‌ها در نظر گرفته شده است.اگرچه برخی منابع وجود دیوار چهارم از دیوارهای قلعه را ذکر کرده‌اند، اما مکان و نام آن مشخص نشده است.
دروازه قلعه که در زمان پناهعلی‌خان جوانشیر حاکم منصوب صفویه ساخته شد، از قرن هجدهم میلادی دروازه ایروان یا دروازه خلفلی نامیده می‌شد. این دروازه، شهر شوشی را به روستای خلفلی و شهر ایروان متصل می‌کرد.دروازه ایروان نیز مانند دو دروازه دیگر قلعه شوشی در تمام نقشه‌های شوشی که در قرن نوزدهم کشیده شده است، ذکرشده است.

## معماری

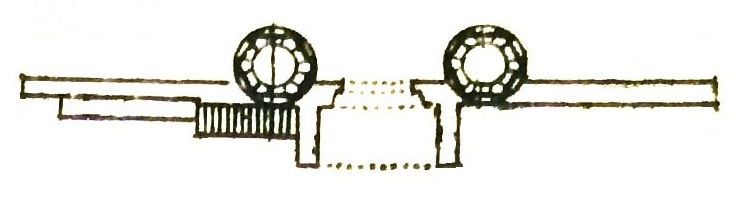
پلان دروازه ایروان

برخلاف دروازه گنجه، دروازه ایروان به روش سنتی‌تر ساخته شده است. دروازه با طاق قوسی با برج‌های جنگی دو طبقه که به‌طور متقارن در دو طرف قرار دارند، تقویت شده است.
از آنجایی که دروازه ایروان در قسمت غربی دیوارهای شهر قرار دارد و شمارش برج‌های قلعه از غرب آغاز می‌شود، اینبرج‌ها در نقشه‌های اصلی قرن نوزدهم شوشی با شماره‌های ۱ و ۲ مشخص شده‌اند.اگرچه دروازه ایروان امروزه نابود شده است، اما سارا آشوربیگ‌لو که در دهه ۳۰ قرن بیستم در شهر شوشی کارهای تحقیقاتی انجام داده است، می‌گوید که طاق‌های دروازه را مشاهده کرده است.